# Louis Delvaux
 (mai 2022).
Si vous disposez d'ouvrages ou d'articles de référence ou si vous connaissez des sites web de qualité traitant du thème abordé ici, merci de compléter l'article en donnant les références utiles à sa vérifiabilité et en les liant à la section « Notes et références ».
Pour les articles homonymes, voir Delvaux.
Louis Jean-Baptiste Delvaux est un homme politique, avocat et juge belge né à Orp-le-Grand le 21 octobre 1895 et mort à Jodoigne le 22 août 1976.

## Biographie
Docteur en droit en 1922, il s'inscrit au barreau de Louvain, puis au barreau de Nivelles. De 1936 à 1946, il est député de l'arrondissement de Nivelles à la Chambre des représentants. Ministre de l'Agriculture en 1945, il quitte la politique l'année suivante et rentre au barreau.
Président du conseil d'administration de l'Office des séquestres de 1949 à 1953, il devient censeur de la Banque nationale de Belgique, puis administrateur de la Société nationale de la petite propriété terrienne jusqu'en mars 1953.
Juge à la Cour de justice de la CECA du 4 décembre 1952 au 6 octobre 1958, il est ensuite juge à la Cour de justice des Communautés européennes du 7 octobre 1958 au 8 octobre 1967.
Il fait du journalisme de 1931 à 1940 et de 1944 à 1945, dans Le Vingtième Siècle, Le Soir et La Cité.
Passionné d'histoire locale il publie de 1964 à 1974 plusieurs essais, sur l'histoire de Jodoigne et environ dans la revue Le Folklore Brabançon
Il est décédé le 22 août 1976 à Jodoigne à l'âge de 80 ans.